# Miklós Horthy
Miklós Horthy de Nagybánya (18. června 1868 Kenderes – 9. února 1957 Estoril) byl maďarský viceadmirál velící rakousko-uherskému válečnému loďstvu, v roce 1920 byl zvolen regentem Maďarského království, funkci hlavy státu vykonával od 1. dubna 1920 do 15. října 1944.

## Mládí a kariéra u válečného námořnictva
Miklós Horthy pocházel ze šlechtického kalvinistického rodu. V mládí cestoval hodně po světě a působil jako rakousko-uherský diplomat v Turecku a dalších zemích. Od roku 1908 do 1914 byl osobním tajemníkem rakouského císaře Františka Josefa I., kterého si osobně velmi vážil.
Během první světové války se vyznamenal v rakousko-uherském válečném loďstvu, nejprve ve funkci kapitána na lehkém křižníku Novara, později již jako admirál. Během války se mu v několika bitvách podařilo opakovaně porazit italské válečné loďstvo, v bitvě v Otrantské úžině v Jaderském moři byl raněn. Díky válečným úspěchům byl v březnu 1918 povýšen na vrchního velitele válečného loďstva monarchie, kterým ovšem zůstal pouze do 31. října, kdy mu bylo příkazem císaře Karla I. uloženo vzdát se námořní flotily ve prospěch nově vzniklého Státu Slovinců, Chorvatů a Srbů.

## Meziválečné období 1918–1939
Poté, kdy se Béla Kun v roce 1919 chopil v Maďarsku moci a ustavil v Budapešti tzv. Maďarskou republiku rad podle sovětského vzoru, byl Horthy jako uznávaný válečný hrdina pověřen kontrarevoluční vládou, která byla ustavena 10. dubna 1919 ve městě Szeged (pod kontrolou francouzské armády) na jihu Maďarska, k organizaci a vedení Národní armády, která měla režim Bély Kuna potlačit. Horthyho armáda se nakonec nezúčastnila žádných bojů, protože se souhlasem Trojdohody bylo Maďarsko vojensky napadeno 16. dubna Rumunskem a 27. dubna i armádou ČSR, kterým se podařilo režim Bély Kuna porazit. 6. srpna vstoupila rumunská armáda do Budapešti a několik měsíců v ní setrvala. Po odchodu rumunské armády z Budapešti 14. listopadu 1919 vstoupil do města triumfálně Horthy a jeho Národní armáda. Rumunská armáda na základě pokynu Trojdohody opustila definitivně Maďarsko 25. února 1920.

Vlajka regenta Maďarského království

Dne 1. března 1920 obnovilo maďarské národní shromáždění (kde měly výraznou převahu konzervativní síly) monarchii – Maďarské království, ale rozhodlo se nepovolat posledního rakouského císaře Karla I. (což byl zároveň poslední uherský král Karel IV.), který by měl jinak na uherskou korunu nárok. Místo něj byl prohlášen admirál ve výslužbě a válečný hrdina Miklós Horthy za tzv. regenta Maďarska a hlavu státu a to na neomezenou dobu. V březnu a v říjnu 1921 se sice Karel I. pokusil znovuzískat uherský trůn (poprvé formou přesvědčování, podruhé formou pochodu na Budapešť), oba pokusy ovšem Horthy překazil a koncem roku byli Habsburkové oficiálně detronizováni. Karel I. byl přinucen odejít do exilu a Horthy zůstal regentem po dobu 24 let a 7 a půl měsíce, kdy vládl maďarskému „království bez krále“.
Horthyho Maďarsko se v zahraniční politice orientovalo především na Itálii, později se stalo volným spojencem nacistického Německa.

### Fall Grün, Mnichovská dohoda, Československo, Česko-Slovensko a Slovenský stát

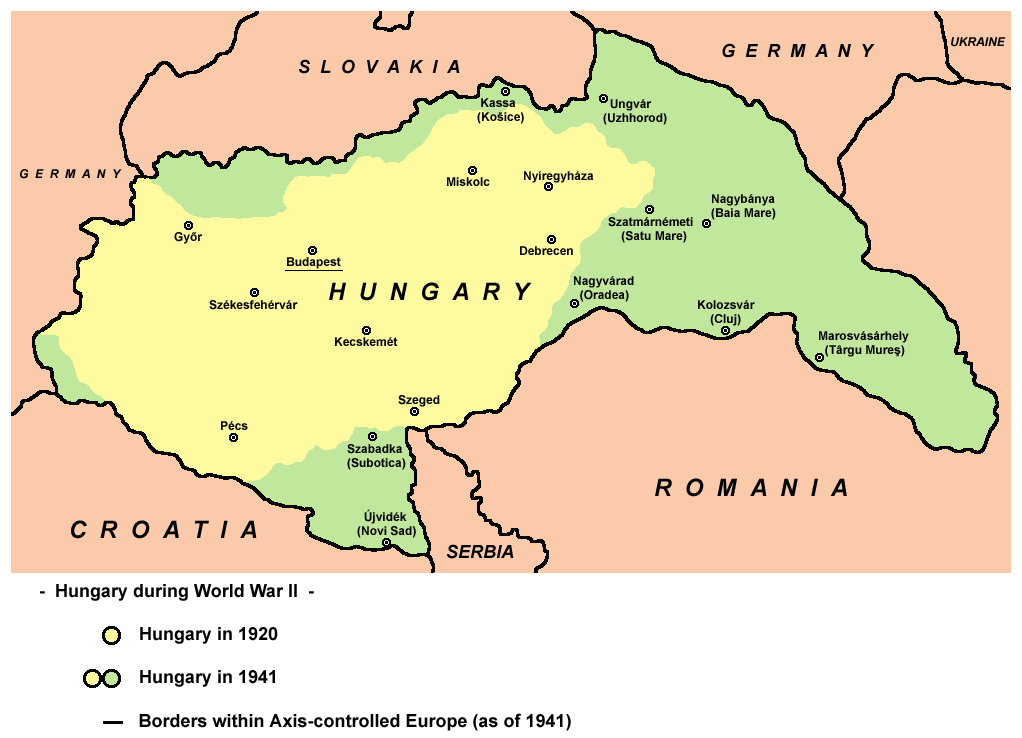
Území Maďarského království za Druhé světové války:
Maďarské území po roce 1918 a 1946
Území okupované v letech 1938–1941

Horthy také představoval pro Hitlera významného partnera při rozbíjení Československa (později po Mnichovské dohodě Česko-Slovenska). Mezi 21. srpnem a 26. srpnem 1938, tedy více než měsíc před Mnichovskou dohodou, navštívila Adolfa Hitlera maďarská vládní delegace v čele s Horthym (další členové delegace byli předseda maďarské vlády Béla Imrédy, ministr zahraničních věcí Kálmán Kánya a ministr války Jenő Rátz). Cílem návštěvy byly rozhovory o dělení Československa a podílu Maďarska na této dělbě. Maďaři se domáhali územních zisků na Československu, ale zpočátku neprojevovali vůli zúčastnit se proti němu vojenské akce. Hitler ovšem žádal, aby s ním bylo Maďarsko při postupu proti Československu solidární, doslova řekl: „Pokud chcete společné jídlo, měli byste se na jeho přípravě také podílet“. Horthy Hitlerovi po naléhání vojenskou účast Maďarska při realizování plánu přepadu Československa, tzv. „Fall Grün“, přislíbil, Mnichovská dohoda podepsaná o měsíc později však nakonec umožnila zábor hraničních území Československa bez bojového nasazení armády. (Maďarsko na základě tzv. první vídeňské arbitráže ze dne 2. listopadu 1938 obsadilo část jižního a východního Slovenska a jihozápadní část Podkarpatské Rusi – v listopadu 1938 po změně Ústavy ČSR přejmenované na autonomní Karpatskou Ukrajinu. Podle sčítání lidu žilo na těchto územích asi 59% etnických Maďarů.)
Německo-maďarská spolupráce vůči zbytku (tehdy již) Česko-Slovenska se oživila opět v březnu 1939, kdy Hitler, který se aktivně pokoušel Česko-Slovensko rozdělit a následně obsadit zbytek českých zemí a ze Slovenska vytvořit satelitní stát, vyzval Horthyho k účasti při další dělbě Česko-Slovenska, resp. Slovenska. Horthy to přivítal a v dopise z 13. března 1939 Hitlerovi odpovídá (zde zkráceně s přeloženými citacemi): „Nemůžu ani vyjádřit, jak jsem šťastný. Přesto, že naši branci slouží pouze pět týdnů, do Česko-Slovenska vpadnou s dychtivým nadšením. V tomto směru již dostali instrukce, co mají dělat. Ve čtvrtek šestnáctého tohoto měsíce způsobí pohraniční incident, v sobotu bude následovat velký úder“. Svůj dopis Hitlerovi končí Horthy těmito slovy: „Nikdy nezapomenu na tento důkaz přátelství a Vaše Excelence se může spolehnout na moji neotřesitelnou věčnou vděčnost.“
Horthyho „velký úder“ se neuskutečnil v plném rozsahu. I zbytek Česko-Slovenska Hitler rozdělil bez bojového nasazení armády a nebylo tedy zapotřebí pomoci Horthyho. Po vyhlášení Slovenského státu 14. března 1939 (fakticky vynuceném Hitlerem) a obsazení českých zemí nacistickým Německem na druhý den, Horthy obsadil a anektoval zbytek Karpatské Ukrajiny. (Dříve Podkarpatská Rus, Podkarpatí). Maďarské vojsko navíc bez jakéhokoliv důvodu vniklo 23. března 1939 (tedy v době, kdy byla již uzavřena německo-slovenská Ochranná smlouva z 18. března 1939, podle které Německá říše „přebírá ochranu nad politickou nezávislostí Slovenského státu a nad nedotknutelností jeho území“) na Slovensko do okresů Sobrance a Michalovce (části východního Slovenska) a začalo je obsazovat. Navíc maďarské letectvo 24. března bombardovalo hluboko v slovenském vnitrozemí letiště u Spišské Nové Vsi. Tyto maďarské útoky si vyžádaly mnoho obětí na životech i škody na majetku. Incident skončil 24. března 1939 příměřím a 4. dubna slovensko-maďarskou dohodou, podle které ztratilo Slovensko celý Sobranecký okres. Hitler přitom Slovensku během incidentu s Maďarskem neposkytl diplomatickou ani vojenskou pomoc.

## Druhá světová válka

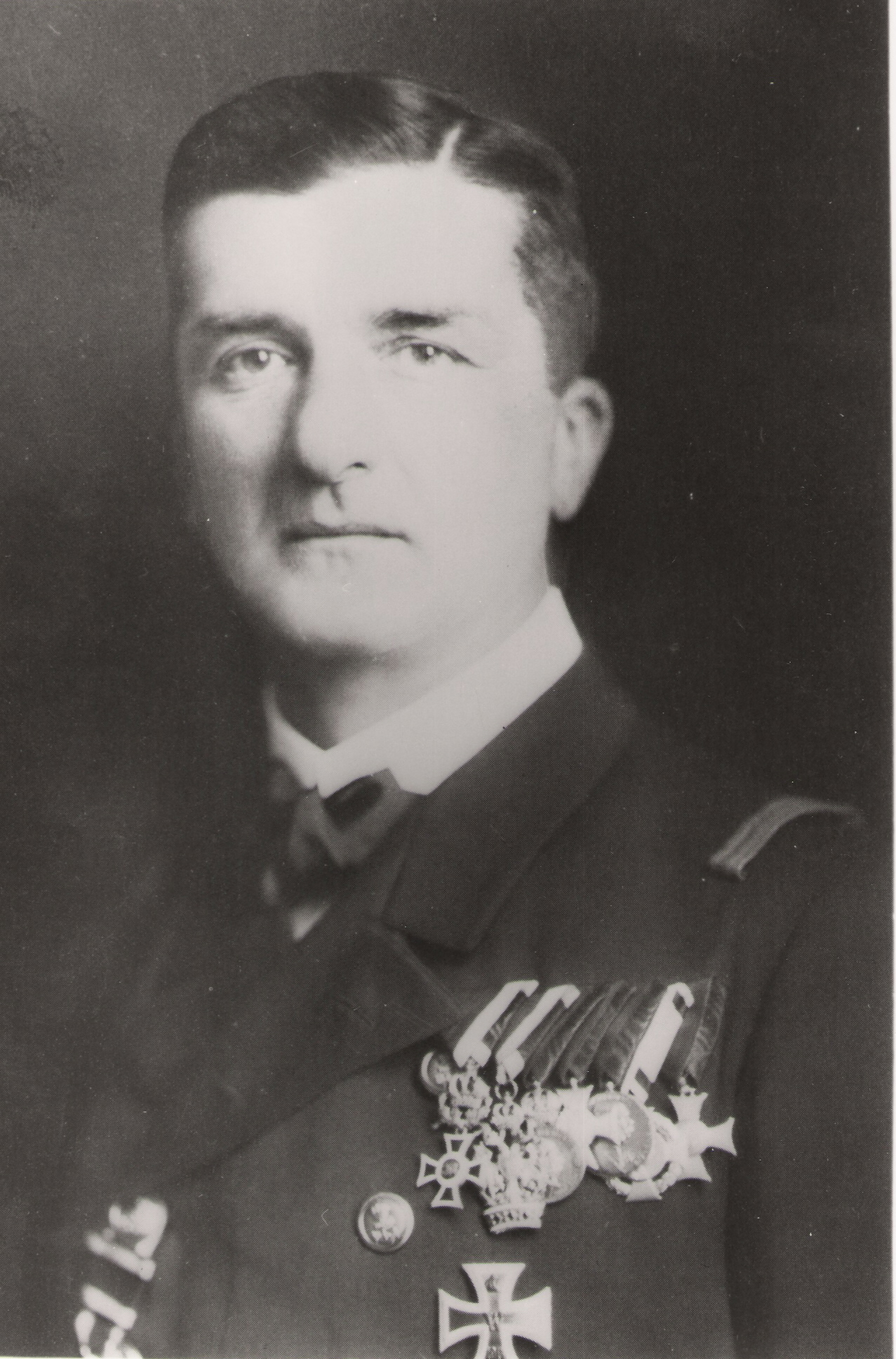
Miklós Horthy na pohlednici z první světové války.

V roce 1940 se Maďarské království chystalo vojensky napadnout Rumunsko a získat zpátky území Sedmihradska (Transylvánie), které bylo před první světovou válkou součástí Uherska. Hitler se opět zachoval jako blízký spojenec tehdejšího Maďarského království (a v určitém smyslu jako patron a ochránce Horthyho) a věnoval Maďarsku polovinu Sedmihradska, aniž by maďarská armáda byla nucena vystřelit.
V dubnu 1941 se Maďarské království stalo plným členem Osy a podílelo se vojensky spolu s Německem a Bulharskem na vpádu do Jugoslávie (na protest proti tomu spáchal maďarský předseda vlády Pál Teleki sebevraždu). V roce 1942 se Horthy rozhodl vést tajná jednání se spojenci. Maďarská delegace, kterou vedl Albert Szent-Györgyi, se několikrát setkala s britskými diplomaty v Istanbulu. O těchto jednáních věděla německá tajná služba, ale i spojenci je využili spíše k tomu, aby odvedli pozornost nacistů.
V lednu 1942, na přímý rozkaz několika maďarských důstojníků, byl v regionu Bačka, který je součástí Vojvodiny, zavražděn velký počet srbských a židovských civilistů a jejich těla posléze naházena do Dunaje a Tisy. Když Horthy nařídil vyšetřování tohoto zločinu, důstojníci uprchli do nacistického Německa a do Maďarska se vrátili až v roce 1944, kdy Německo Maďarské království okupovalo. Po válce byli všichni popraveni.
V roce 1944 již bylo Německo a jeho spojenci včetně Maďarska v hluboké defenzívě a Rudá armáda začala přímo ohrožovat východní hranici Maďarského království. Horthy byl pozván na vyjednávání do Klessheimu (dnes Rakousko), kde byl Němci dočasně zajat, aby nemohl vydat rozkaz k odporu. Wehrmacht posléze obsadil Maďarsko (tzv. Operace Margarethe), aby mohla být v Budapešti ustavena loutková vláda, která ochotně pomáhala nacistům v deportaci Židů z Maďarského království. Horthy tyto deportace po několika měsících, na nátlak světových osobností reagující na svědectví dvou uprchlých vězňů, počátkem července 1944 zastavil. Až do této doby Horthy údajně stále věřil tomu, že Židé jsou posíláni do táborů na nucenou práci a po jejím skončení se vrátí zpátky do Maďarska.
Poté, kdy Rumunsko přešlo na stranu spojenců, odvolal Horthy vládu, začal sestavovat novou pod vedením Gézy Lakatose a současně zahájil jednání se SSSR. Nacisté proti tomu opět zakročili a vyslali do Budapešti nechvalně proslavené SS komando vedené Ottou Skorzenym. V den, který Horthy předem vyhlásil jako konec války, uneslo toto komando jeho syna, Horthy byl donucen vzít své vyhlášení zpět a abdikovat ve prospěch maďarského fašisty Ference Szálasiho, který 16. října 1944 vyhlásil Maďarský stát, nacistický loutkový stát Třetí říše.
Zbytek války strávil Horthy v domácím vězení v Bavorsku a v květnu 1945 byl zatčen příslušníky americké armády.

### Horthy a holokaust
Počínaje rokem 1938 přijalo Maďarsko řadu protižidovských nařízení. První z nich, vydané v roce 1938, omezovalo podíl pracujících Židů (kteří byli definováni věroučně – na základě náboženství) v různých zaměstnáních, ve veřejné správě a v obchodě na dvacet procent a v následujícím roce pouze na pět procent. Výsledkem bylo, že 250 000 maďarských Židů přišlo o práci. Tzv. Třetí židovský zákon zakazoval smíšené sňatky a definoval Židy na rasovém základě, proti čemuž se ohradila katolická církev.
První masakr maďarských Židů se odehrál v červenci 1941, kdy bylo 20 000 Židů z Podkarpatské Rusi vyhnáno na sovětské území okupované Němci, kde byli následně povražděni jednotkami SS.
Ultrapravicové maďarské vlády za Horthyho regentství a především po německé okupaci ustavená loutková vláda, kterou vedl Döme Sztójay, se aktivně podílely na holokaustu. Hromadné deportace maďarských Židů do Osvětimi v množství asi 12 000 lidí denně začaly 15. května 1944 a skončily 9. července 1944, kdy je Horthy zastavil po osobních intervencích světových čelných představitelů.
Dva slovenští Židé (Rudolf Vrba a Alfréd Wetzler), kterým se podařilo utéct z koncentračního tábora v Osvětimi, podali koncem dubna 1944 slovenským úřadům detailní svědectví o hromadných vraždách a genocidě probíhající v německých koncentračních táborech. Tato zpráva se následně velmi rychle rozšířila po světě. Horthy obdržel překlad jejich zprávy v květnu. Detaily zprávy byly zveřejněny rozhlasovou stanicí BBC 15. června a The New York Times je otiskl 20. června. Přední světové osobnosti včetně papeže Pia XII. (25. června), prezidenta Franklina Delano Roosevelta (23. června) a švédského krále Gustava V. (30. června) žádaly Horthyho, aby deportace zastavil.
Dne 26. června 1944 poslal člen Židovského výboru v Ženevě do Anglie telegram žádající po spojencích, aby byli členové maďarské vlády považováni za osobně odpovědné za masové vraždy. Tento telegram byl Maďarskem zachycen a předseda vlády Döme Sztójay ho předal Horthymu. Hromadné deportace maďarských Židů byly následně ukončeny 9. července 1944. Celkem bylo v tomto období z Maďarska do Osvětimi deportováno 437 000 Židů, z nichž většina se nikdy nevrátila.
Horthy za těchto okolností udělal mnohem více, než co mohli udělat představitelé spojenců nebo západní média. Na záchraně 200 000 Židů v Budapešti, kteří tam přečkali válku až do osvobození Rudou armádou, měl svůj velký podíl právě Horthyho aktivní odpor a vzdor vůči německým požadavkům. Minimálně stejný podíl měla i maďarská katolická církev, která Židům vydávala falešné křestní listy a občanské průkazy ve snaze zachránit je před deportacemi.
Poté, kdy Horthy nuceně abdikoval a byl nacisty od konce roku 1944 držen v domácím vězení, maďarská kooperace na deportacích pokračovala. Z celkového počtu 825 000 Židů žijících v Maďarsku před válkou se konce války dožilo pouze 260 000.

## Život po válce
Po skončení války požadovala Jugoslávie, aby byl Horthy souzen jako válečný zločinec, což bylo spojeneckými státy zamítnuto, především díky vlivu USA. Stalin s tím souhlasil, především s ohledem k Horthyho vysokému věku. Horthy byl propuštěn a v Norimberském procesu vystupoval pouze jako svědek. Nakonec se usadil v portugalském Estorilu, kde dožil.
V Portugalsku napsal vlastní memoáry, Ein Leben für Ungarn (anglicky: A Life for Hungary, Život pro Maďarsko), ve kterých popisuje mnoho vlastních zkušeností a zážitků od dětství až do konce druhé světové války. Například píše, že po většinu času, kdy znal Hitlera, k němu neměl důvěru, zdůrazňuje, že se vždy snažil podávat maximální výkony a jmenovat nejlepší funkcionáře a úředníky v zemi a poukazuje také na necitlivé a kruté zacházení, kterého se Maďarsku od konce první světové války od mnoha zemí dostalo.
Z jeho poznámek v psaných memoárech lze vyčíst, že byl velmi zdrcený z neúspěchu Maďarského povstání v roce 1956. Ve své poslední vůli výslovně žádá, aby jeho tělesné ostatky nebyly pohřbeny v Maďarsku, dokud odtamtud neodejdou sovětští vojáci. Jeho dědicové toto přání splnili. V roce 1993, když sovětská armáda opustila definitivně své základny v Maďarsku, byly ostatky Miklóse Horthyho převezeny zpátky do Maďarska a pohřbeny v jeho rodném městě Kenderes.